# Entropy
Entropy is een internationaal, aan collegiale toetsing onderworpen open access wetenschappelijk tijdschrift op het gebied van de natuurkunde.
Het wordt uitgegeven door Molecular Diversity Preservation International en verschijnt maandelijks.
Het eerste nummer verscheen in 1999.